# خانه‌دار (فیلم)
خانه‌دار (به انگلیسی: The Householder) فیلمی محصول سال ۱۹۶۳ و به کارگردانی جیمز آیووری است. در این فیلم بازیگرانی همچون شاشی کاپور، لیلا نایدو، دورگا کوته، آچالا ساچدف ایفای نقش کرده‌اند.